# Nivelul mării

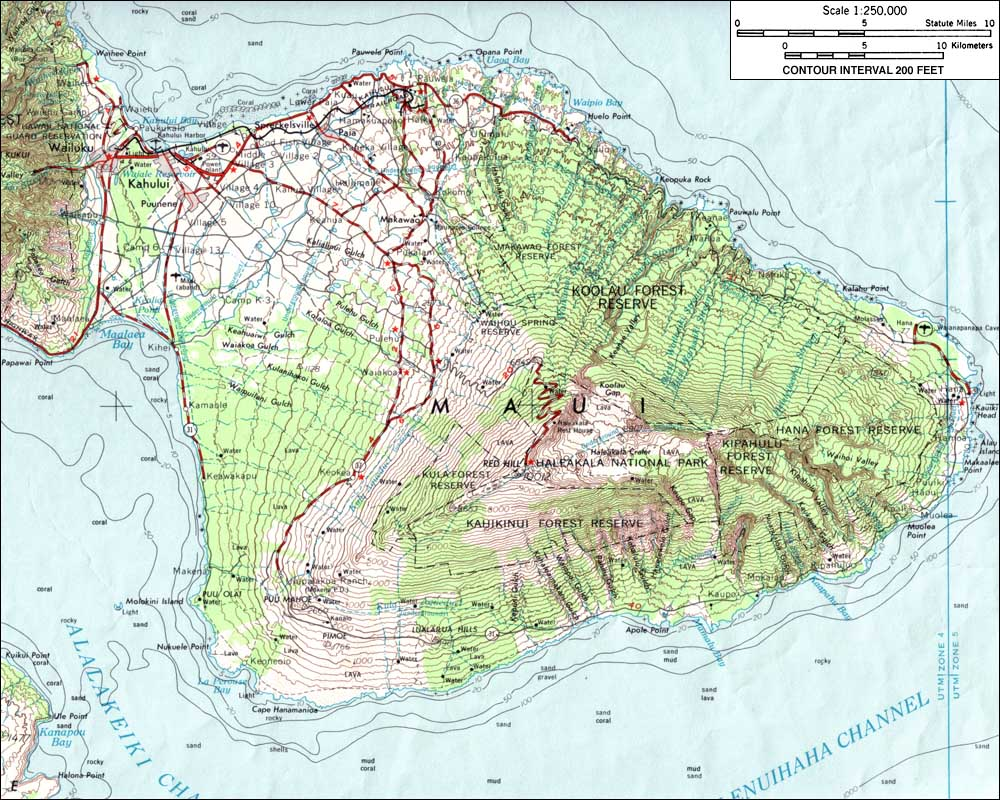
Hartă topografică pe care orice curbă de nivel leagă punctele cu aceeași cotă de înălțime

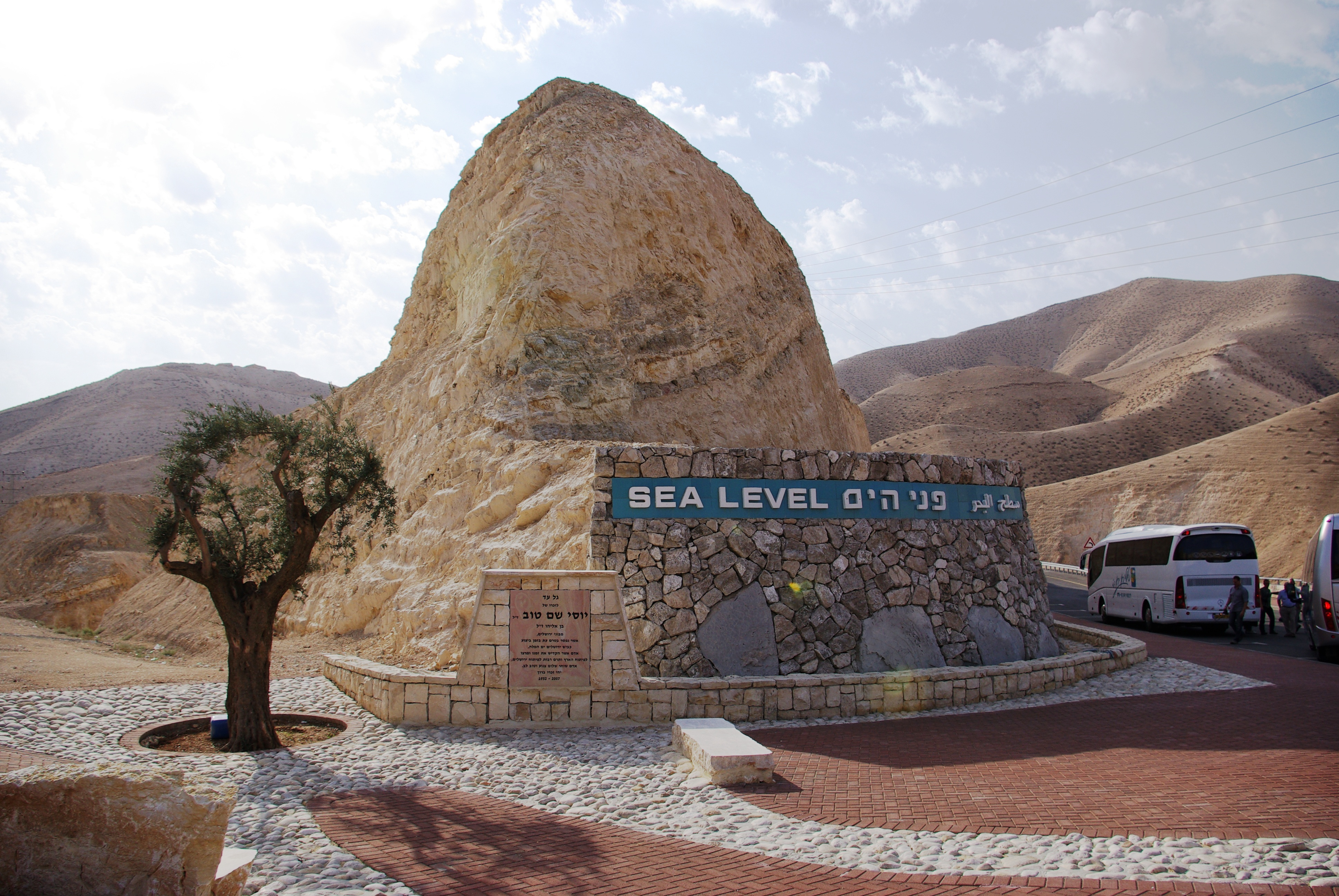
Parcare în deșert, aflată la nivelul mării, pe drumul între Ierusalim și Marea Moartă

Nivelul mării este considerat, în mod convențional, un punct situat la înălțimea mijlocie a mărilor și a oceanelor care comunică între ele, în raport cu care se măsoară toate altitudinile.
Expresia „deasupra nivelului mării” referitoare la un obiect (clădire, formă de relief, ș.a.) reprezintă în vorbirea curentă înălțimea, sau altitudinea raportată la nivelul mediu al mării care este considerat zero. Este un termen des folosit în geografie, hărți topografice (care au curbe de nivel), aeronautică și altele, ca: telecomunicații (în special în cele radio), meteorologie etc.
În cazul de față, lângă valoarea cotei, măsurată în metri se scrie d. MN ceea ce înseamnă "deasupra Mării Negre" (pentru România) sau d. MB ceea ce înseamnă "deasupra Mării Baltice", în funcție de harta topografică utilizată. Exemplu 2000 m deasupra nivelului mării ( [[Nivelul mării|m deasupra nivelului mării]] ).

În decursul istoriei geologice, nivelul mării a urmat îndeaproape fluctuațiile termice cauzate de schimbarea parametrilor orbitali ai Pământului. De exemplu, în urmă cu 81.000 de ani, la circa 2000 de ani după ce s-a înregistrat maximul insolației termice la latitudinea de 65º N, nivelul mării era cu 1 m peste cel actual.
Din datele Consiliului Internațional pentru Schimbări Climatice, (IPCC, 2007), nivelul mării a crescut în ultimul secol cu 1-2 mm/an iar din 1992 măsurătorile de altimetrie satelitară efectuate de Topex/Poseidon indică o creștere de 3 mm/an. Încălzirea globală va duce la o creștere accelerată a nivelului mării în secolul actual.
Cercetătorii Martin Vermeer de la Helsinki University of Technology, Finlanda, și Stefan Rahmstorf de la Potsdam-Institut für Klimafolgenforschung (Institutul de cercetări asupta impactului climei din Potsdam), Germania, au ajuns la concluzia că, dacă această rată de creștere ar rămâne constantă, nivelul mării ar putea ajunge la 34 de centimetri în secolul nostru.
Din păcate, datele de nivel obținute în diferite perioade, cu standarde metrologice și de analiză diferite de la o țară la alta au dus la o lipsă de omogenitate, care nu permite obținerea unui tablou exact al schimbărilor relative și absolute ale nivelului mării. Abia în ultima perioadă, dezvoltarea tehnicilor spațiale, în special a Sistemului de Poziționare Globală (GPS), a permis determinarea cu precizie a schimbărilor de înălțime ale stațiilor față de un sistem de referință geocentric global. Observațiile de GPS executate la stațiile maregrafelor permit separarea variațiilor relative ale nivelului mării de mișcările verticale ale scoarței terestre, din înregistrările de nivel astfel:
- mișcări verticale ale scoarței, pe de o parte, și
- variația absolută a nivelului în raport cu geocentrul.

## Legături externe
Materiale media legate de Nivelul mării la Wikimedia Commons
- Nivelul mărilor se va ridica cu aproximativ 60 de centimetri în următorii 70 de ani mediafax
- Sea Level Rise:Understanding the past – Improving projections for the future
- Permanent Service for Mean Sea Level
- Global sea level change: Determination and interpretation
- Environment Protection Agency Sea level rise reports
- Properties of isostasy and eustasy
- Measuring Sea Level from Space
- Rising Tide Video: Scripps Institution of Oceanography
- Sea Levels Online: National Ocean Service (CO-OPS)
- Système d'Observation du Niveau des Eaux Littorales (SONEL)
- Sea level rise – How much and how fast will sea level rise over the coming centuries?